# Alberto Marengo
Pour les articles homonymes, voir Marengo.
Alberto Marengo, né le 13 mai 1994 à Nizza Monferrato (Piémont) est un coureur cycliste italien.

## Palmarès et résultats

### Palmarès par année
- 2012
  - Coppa Valle Grana
  - 3e du Tour de la Province de Bielle
- 2014
  - 2e du Trofeo Castelnuovo Val di Cecina
  - 2e du Circuito Alzanese
- 2015
  - 3e de l'Arden Challenge
  - 3e du Mémorial Filippo Micheli
- 2017
  - Prix des Vins Henri Valloton

### Classements mondiaux
| Année           | 2015   | 2016 | 2017   | 2018   |
| --------------- | ------ | ---- | ------ | ------ |
| UCI Europe Tour | 1 039e |      | 1 573e | 1 162e |